# Fakulteta za človeške vede v Kölnu
Fakulteta za človeške vede v Kölnu (nemško Humanwissenschaftliche Fakultät) je fakulteta, ki deluje v okviru Univerze v Kölnu in je bila ustanovljena leta 2007.